# Aurelio del Pino Gómez
Aurelio del Pino Gómez (Riaza, 2 de diciembre de 1888 - Madrid, 8 de diciembre de 1971) fue un eclesiástico español.

## Biografía
Nació en Riaza (Segovia) el 2 de diciembre de 1888. 
Estudió Latín y Humanidades en el Seminario Conciliar de Segovia y tras su paso por el seminario se licenció en Filosofía y Teología, en la Pontificia Universidad Gregoriana de Roma, y en Filosofía y Letras en la Universidad de Madrid.
Fue nombrado presbítero el 17 de mayo de 1913 y fue coadjutor de Aguilafuente (Segovia) y profesor de Teología en su seminario. 
Más tarde fue canónigo en la Catedral de Segovia, ardiaca y decano, además de secretario de cámara del obispado.
El 28 de abril de 1947 fue nombrado obispo de Lérida, ocupando el cargo hasta el 20 de marzo de 1967, siendo sucedido por Ramón Malla Call.
Falleció en Madrid el 8 de diciembre de 1971 a los 83 años y sus restos fueron enterrados en la Catedral de Lérida.